# Tarsastrocles verrilli
Tarsastrocles verrilli is een zeester uit de familie Asteriidae.
De wetenschappelijke naam van de soort werd in 1906 gepubliceerd door Walter Kenrick Fisher.